# Acta Diurna
Pour les articles homonymes, voir Acta.
Les Acta Diurna ou Acta (diurna) populi (Romani), Acta publica, urbana, urbis, diurna populi, ce qu'on peut traduire par faits du jour, désignaient à Rome un recueil officiel qui contenait le récapitulatif des événements quotidiens : décisions et délibérations du Sénat et du peuple, exécutions capitales, naissances, mariages, divorces, funérailles des personnes illustres, annonce des jeux publics.
Ce recueil fut rendu public vers l'an 131 av. J.-C.
Jules César lors de son consulat en 59 av. J.-C. diffusa aussi le journal des comptes-rendus des séances du Sénat (Acta Senatus), gardé secret jusqu'alors. Cette publication est annulée par Auguste.
Nous avons une idée de leur contenu par les évocations qu’en font les auteurs latins, et de la forme en usage au Ier siècle par Pétrone, qui met sous la plume du secrétaire de Trimalchion dans le Satyricon un pastiche qui se termine par une énumération de faits dérisoires :
« Le 26 juillet : dans la propriété de Cumes, qui appartient à Trimalchion, sont nés trente garçons et quarante filles ; ont été engrangés, sortant de l’aire, cinq cent mille boisseaux de froment ; ont été mis pour la première fois sous le joug cinq cents bœufs. Le même jour : l’esclave Mithridate a été mis en croix parce qu’il avait blasphémé contre le génie de notre maître Gaïus. Le même jour : on a remis dans le coffre parce qu’il n’était pas possible de le placer dix millions de sesterces. Le même jour : un incendie s’est déclaré dans les jardins pompéiens ; il avait pris dans la maison de l’intendant Nasta. [..] On lut encore les édits pris par les édiles et des testaments de gardes forestiers, dans lesquels un codicille déshéritait Trimalchion. Puis ce fut la liste nominative des intendants, la répudiation par un inspecteur des domaines d’une affranchie qu’il avait surprise dans la chambre d’un garçon de bains, puis la relégation à Baïes d’un maître d’hôtel, puis la mise en accusation d’un économe et un jugement rendu entre des valets de chambres »
Masse d’informations détaillées, les acta diurna sont des documents exploités par Tacite, et probablement par d’autres historiens romains.
Par leur contenu, les acta diurna préfigurent les premiers journaux ; en revanche, leur support de diffusion s'apparente plus à l'affichage public.